# Radio Nacional de Colombia
Radio Nacional de Colombia es la cadena de radiofonía pública de Colombia. Su programación se compone de espacios informativos, deportivos, bloques culturales, programas musicales, gastronomía, política, economía y actualidad de carácter regional.

## Historia

### Radiodifusora Nacional
La Radio Nacional de Colombia es la cadena de radiodifusión estatal de ese país, operado por RTVC. Fue fundada en 1940 bajo el nombre de Radiodifusora Nacional de Colombia por el Gobierno colombiano. En 1954, con la llegada de la televisión al país, es absorbida por la Radiotelevisora Nacional de Colombia. Con la creación del Instituto Nacional de Radio y Televisión, Inravisión, en 1963, la Radio Nacional de Colombia se convierte en una dependencia de dicha entidad, hasta su liquidación en 2004. Desde entonces hace parte de Radio Televisión Nacional de Colombia, dentro de su división radial. 
En 2013 cambió de nombre a Señal Radio Colombia, pero desde 2015 se retomó su anterior nombre debido al renacimiento del grupo RTVC.
Luego del cierre de HJN en 1937, la primera emisora del Estado, el 1 de febrero de 1940 se creó la Radiodifusora Nacional de Colombia bajo el gobierno de Eduardo Santos Montejo. En 1951, durante el gobierno de Roberto Urdaneta, deja de depender del Ministerio de Educación, para estar bajo la Oficina de Información y Prensa del Estado (ODIPE). 
El Gobierno de Gustavo Rojas Pinilla fue el que trajo uno de los desarrollos más importantes para la radio y en este se adquirieron nuevos equipos, más tecnología, se adecuaron espacios y se contrató personal valioso para su gestión y preocupados por tener una mejor calidad y mayor cobertura, en marzo de 1954 se inauguró en Colombia, por primera vez, el sistema de las llamadas estaciones satélites o repetidoras, que permitieron a los colombianos sintonizar las emisiones de onda larga de mejor calidad en comparación con la onda corta. Se realizó un estudio científico que determinó cuáles regiones por su geografía, densidad de la población y necesidades culturales, deberían funcionar de una forma descentralizada; esto permitió una cierta autonomía regional en lo que a la programación se refiere, porque pudieron emitir programas más específicos, con mayor énfasis en las problemáticas regionales.
La primera etapa de este proyecto renovador se inició con el montaje de la planta en Bogotá, utilizó además de la onda larga y corta nacional, la onda corta internacional, con antenas dirigidas y una programación especial, que tuvo el propósito de dar a conocer a Europa y América los valores culturales de Colombia.

### Programación informativa local y regional
Se programa la información sobre Colombia en la actualidad y en el día a día.
Las Emisoras de paz creadas a raíz del Acuerdo entre el Estado colombiano y la guerrilla de las FARC que ayudan a sanar heridas históricas y asentar una reconciliación. En el texto, el Gobierno colombiano se compromete a instalar 20 radios de Frecuencia Modulada en las zonas más afectadas por el conflicto. Actualmente estan en operación el 100% de las Emisoras de Paz según el punto 6.5 del acuerdo. Estas radios emiten las 24 horas los siete días a la semana. Se trata de una programación local y regional en la que participan las comunidades, organizaciones sociales, personajes de la cultura, gremios y habitantes de las diferentes regiones.